# Guy Rucker
Guy Rucker (nacido el 27 de julio de 1977 en Inkster, Míchigan) es un exjugador de baloncesto estadounidense que jugó tres partidos en la NBA, además de hacerlo en diversas ligas menores de su país, en la liga croata, en Corea del Sur, Hungría, China y Chipre. Con 2,11 metros de altura, jugaba en la posición de ala-pívot.

## Trayectoria deportiva

### Universidad
Jugó durante tres temporadas con los Hawkeyes de la Universidad de Iowa, en las que promedió 8,0 puntos y 4,3 rebotes por partido. Figura en la sexta posición entre los máximos taponadores de la historia de su universidad, con 84, y el tercero entre los freshman, con 34.

### Profesional
Tras no ser elegido en el Draft de la NBA de 1999, jugó un año con los Harlem Globetrotters y otro más en la liga húngara. Antes del comienzo de la temporada 2002-03 de la NBA fichó por Los Angeles Lakers, con quienes finalmente no llegó a debutar, haciéndolo poco después con Golden State Warriors, En el equipo californiano jugó únicamente tres partidos, en los que no llegó a anotar ningún punto.
Después de su breve paso por la NBA, jugó con los Gary Steelheads de la CBA, probando en la pretemporada siguiente con los Houston Rockets, quienes desestimaron su fichaje. Se marchó entonces a los Jilin Northeast Tigers de la liga china, jugando posteriormente también en la liga chipriota, dos partidos en Croacia, y en Corea del Sur.

## Estadísticas de su carrera en la NBA

### Temporada regular
| Temp.   | Edad | Equipo                | Liga | Pos. | P | TIT | MIN | TC  | TCA | %TC | 3P  | 3PA | %3P | 2P  | 2PA | %2P | TL  | TLA | %TL | R.OF. | R.DEF. | REB | ASIS | ROB | TAP | PER | FP  | PTS |
| 2002-03 | 25   | Golden State Warriors | NBA  | PF   | 3 | 0   | 4   | 0.0 | 0.0 |     | 0.0 | 0.0 |     | 0.0 | 0.0 |     | 0.0 | 0.0 |     | 0.0   | 9.0    | 9.0 | 9.0  | 0.0 | 0.0 | 0.0 | 9.0 | 0.0 |
| Total   |      |                       | NBA  |      | 3 | 0   | 4   | 0.0 | 0.0 |     | 0.0 | 0.0 |     | 0.0 | 0.0 |     | 0.0 | 0.0 |     | 0.0   | 9.0    | 9.0 | 9.0  | 0.0 | 0.0 | 0.0 | 9.0 | 0.0 |